# Dongxing (sockenhuvudort i Kina, Heilongjiang Sheng, lat 47,27, long 125,03)
Dongxing (kinesiska: 东兴, 东兴乡) är en sockenhuvudort i Kina. Den ligger i provinsen Heilongjiang, i den nordöstra delen av landet, omkring 210 kilometer nordväst om provinshuvudstaden Harbin. Antalet invånare är 25 057. Befolkningen består av 12 260 kvinnor och 12 797 män. Barn under 15 år utgör 14,0 %, vuxna 15-64 år 78 %, och äldre över 65 år 6,0 %.
Runt Dongxing är det ganska tätbefolkat, med 62 invånare per kvadratkilometer. Närmaste större samhälle är Liming, 15,0 km söder om Dongxing. Trakten runt Dongxing består till största delen av jordbruksmark.
Genomsnittlig årsnederbörd är 823 millimeter. Den regnigaste månaden är juli, med i genomsnitt 261 mm nederbörd, och den torraste är januari, med 6 mm nederbörd.